# سد شمیل و نیان
سد شمیل و نیان دو دیواره سد خاکی با هسته رسی هستند که مخزن مشترک سد شمیل و نیان را تشکیل می‌دهند و به آنها به صورت اختصار سد شمیل و نیان می‌گویند. این سد بر روی رودخانه شمیل و زندان ساخته شده و در فاصله ۱۰۰ کیلومتری شمال شرق شهر بندرعباس در استان هرمزگان قرار دارد.
این سد با دارای ظرفیت ذخیره آب ۹۸ میلیون مترمکعب در سال ۱۳۹۱ بهره‌برداری شد. هدف از احداث سد مهار سیل‌های فصلی برای تأمین بخشی از آب شرب بندر عباس، جزیره قشم، بندر خمیر و صنایع غرب بندر عباس و ۲۵۰۰ هکتار از اراضی کشاورزی پایین دست بوده‌است.
بر اساس آخرین آمار از مهر ۱۴۰۴، برخی از سدهای مهم کشور - سد شمیل و نیان استان هرمزگان، رودبال داراب استان فارس، و سد وشمگیر، سد گاستان و سد بوستان استان گلستان صفر شده است.

## مشخصات سد
دیواره شمیل دارای هسته رسی به ارتفاع ۳۲ متر و طول تاج ۱۲۰۰ متر و دیواره نیان با هسته رسی به ارتفاع ۲۷ متر و طول تاج ۵۱۰ متر می‌باشند. بر روی دیواره نیان در سمت غرب دریاچه سرریز سد قرار دارد و دیواره شرقی به نام شمیل فقط دارای دریچه تخلیه از کف است.
به گفته مدیرعامل آب منطقه‌ای هرمزگان در سال ۱۳۹۷، نزدیک به ۸۰٪ نیاز آبی شهر بندرعباس از طریق مخزن سد شمیل و نیان تأمین می‌شود.

## نگارخانه

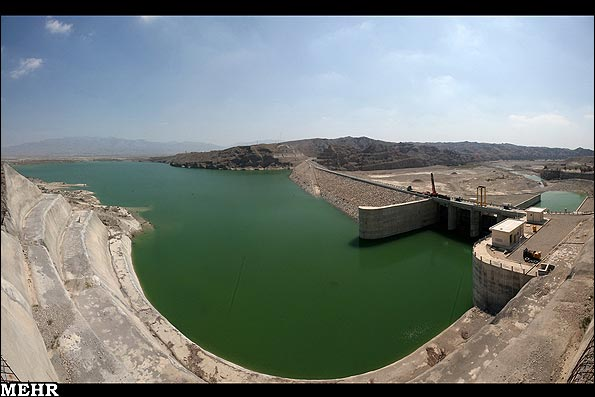
سرریز روی دیواره سد نیان
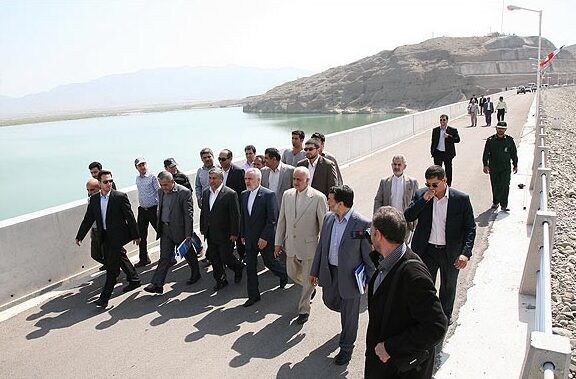
افتتاح سد در سال ۱۳۹۱ توسط محمدرضا رحیمی، معاون اول رئیس جمهور و هیئت همراه
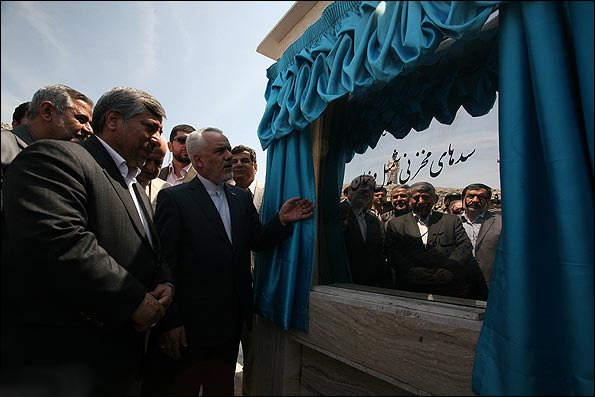
افتتاح سد در سال ۱۳۹۱ توسط معاون اول رئیس جمهور و مجید ناوجو، وزیر نیروی وقت.
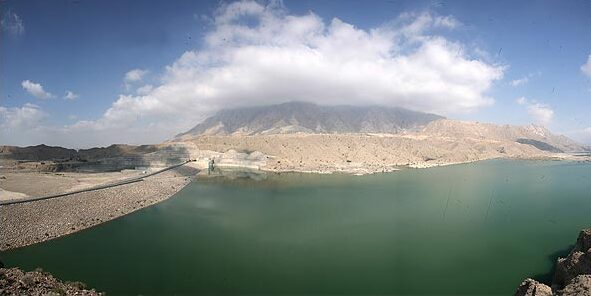
سد نیان